# Снежный барс России (звание)
«Снежный барс России» — почётное звание в российском альпинизме. Положение о почетном звании Федерации альпинизма России «Снежный барс России» утверждено решением Правления Федерации альпинизма России (приказ № 15 от 06 февраля 2010 года).
Нормативом для присвоения звания «Снежный барс России» является совершение восхождений на десять высочайших вершин Российской Федерации и пограничных с ней государств:
1. Эльбрус (5642 метра)
2. Дыхтау (5204 метра)
3. Шхара (5193 метра)
4. Коштантау (5151 метр)
5. Мижирги (5025 метров)
6. Пик Пушкина (5100 метров)
7. Джангитау (5085 метров)
8. Казбек (5034 метра)
9. Ключевская Сопка (4688 метров)
10. Белуха (4506 метров)

Лицу, выполнившему норматив, вручается удостоверение и номерной знак. Знак изготовлен из серебра.

## История
До 1990 года существовало звание «Снежный барс», которое присуждалось альпинистам, совершившим восхождения на все семитысячники СССР. В дальнейшем формулировка изменилась и этот титул стал присуждаться за восхождения на все семитысячники бывшего СССР.
В 2009 году Алексей Слотюк, возглавлявший на тот момент Федерацию альпинизма и скалолазания г. Москвы, (в настоящее время является президентом Федерации альпинизма России) выдвинул инициативу о введении нового почетного статуса «Снежный барс России» за восхождения, совершенные на все самые высокие вершины, расположенные на территории России. В 2010 году на Правлении ФАР было принято решение об учреждении знака, утверждено Положение о знаке и эскиз знака.
Утверждённый макет эскиза был разработан дизайнером-альпинистом Ириной Морозовой.
Удостоверение и знак под номером 1 получил сочинский альпинист кандидат в мастера спорта Алексей Букинич, выполнивший норматив в 2011 году.
Второй знак был вручен мастеру спорта по альпинизму, спасателю международного класса из Владикавказа Александру Сушко.
После этого длительное время знак не вручался из-за сложностей выполнения программы в связи с запретом восхождений на некоторые вершины, находящиеся в зоне пограничных территорий с бывшими республиками СССР, ныне отдельными странами.
С 2010 по 2021 годы нескольким альпинистам удалось выполнить необходимые нормативы. И в 2021 году Федерация альпинизма России изготовила наградные знаки, для вручения их на ежегодном Торжественном вечере ФАР.